# Campeonato Gambiano de Futebol
A GFA League First Division é a principal divisão de futebol da Gâmbia.

## GFA League First Division - Clubes 2014
- Armed Forces (Banjul)
- Bakau United (Bakau)
- Banjul United (Banjul)
- Brikama United (Brikama)
- Gambia Ports Authority (Banjul)
- GAMTEL (Banjul)
- Hawks (Banjul)
- Interior (Serrekunda)
- Real de Banjul (Banjul)
- Samger (Relegated) (Kanifing)
- Steve Biko (Relegated) (Bakau)
- Wallidan (Bakau)

## Campeões
| ano     | campeão          | n°t. |
| ------- | ---------------- | ---- |
| 1965-66 | Augustinians     | 1    |
| 1966-67 | Augustinians     | 2    |
| 1967-68 | Adonis           | 1    |
| 1967-68 | White Phantoms   | 1    |
| 1969-70 | Wallidan         | 1    |
| 1970-71 | Wallidan         | 2    |
| 1971-72 | Real Banjul      | 1    |
| 1972-73 | Adonis           | 2    |
| 1973-74 | Real Banjul      | 2    |
| 1974-75 | Real Banjul      | 3    |
| 1975-76 | Wallidan         | 3    |
| 1976-77 | Wallidan         | 4    |
| 1977-78 | Real Banjul      | 4    |
| 1978-79 | Wallidan         | 5    |
| 1979-80 | Starlight Banjul | 1    |
| 1980-81 | Wallidan         | 6    |
| 1981-82 | Wallidan         | 7    |
| 1982-83 | Real Banjul      | 5    |
| 1983/84 | Ports Authority  | 1    |
| 1984-85 | Wallidan         | 8    |
| 1985-86 | Ports Authority  | 2    |
| 1986-87 | Augustinians     | 3    |
| 1987-88 | Wallidan         | 9    |
| 1988-89 | abandonado       |      |
| 1989-90 | não realizado    |      |
| 1990-91 | abandonado       |      |
| 1991-92 | Wallidan         | 10   |
| 1992-93 | Hawks            | 1    |
| 1993-94 | Real Banjul      | 6    |
| 1994-95 | Wallidan         | 11   |
| 1995-96 | Hawks            | 2    |
| 1996-97 | Real Banjul      | 7    |
| 1997-98 | Real Banjul      | 8    |
| 1998-99 | Ports Authority  | 3    |
| 1999-00 | Real Banjul      | 9    |
| 2000-01 | Wallidan         | 12   |
| 2001-02 | Wallidan         | 13   |
| 2002-03 | Armed Forces     | 1    |
| 2003-04 | Wallidan         | 14   |
| 2005    | Wallidan         | 15   |
| 2006    | Ports Authority  | 4    |
| 2007    | Real Banjul      | 10   |
| 2008    | Wallidan         | 16   |
| 2009    | Armed Forces     | 2    |
| 2010    | Ports Authority  | 5    |
| 2011    | Brikama United   | 1    |
| 2012    | Real Banjul      | 11   |
| 2013    | Steve Biko       | 1    |
| 2014    | Real Banjul      | 12   |
| 2015    | GAMTEL           | 1    |
| 2016    | Ports Authority  | 6    |
| 2017    | Armed Forces     | 3    |
| 2018    | GAMTEL           | 2    |
| 2019    | Brikama United   | 2    |

## Performance dos Clubes
| Clube            | Cidade   | Títulos | Anos                                                                                      |
| ---------------- | -------- | ------- | ----------------------------------------------------------------------------------------- |
| Wallidan         | Banjul   | 15      | 1970, 1971, 1974, 1976, 1977, 1979, 1985, 1988, 1992, 1995, 2001, 2002, 2004, 2005, 2008. |
| Real Banjul      | Banjul   | 12      | 1972, 1974, 1975, 1978, 1983, 1994, 1997, 1998, 2000, 2007, 2012, 2014.                   |
| Ports Authority  | Banjul   | 6       | 1984 , 1986 , 1999 , 2006 , 2010 , 2016.                                                  |
| Armed Forces     | Banjul   | 3       | 2003, 2009, 2017.                                                                         |
| Augustinians     | Banjul   | 3       | 1966, 1967, 1987.                                                                         |
| GAMTEL           | Banjul   | 2       | 2015, 2018.                                                                               |
| Brikama United   | Brikama  | 2       | 2011, 2019                                                                                |
| Hawks            | Banjul   | 2       | 1993, 1996.                                                                               |
| Adonis           | Bathurst | 2       | 1968, 1973.                                                                               |
| Starlight Banjul | Banjul   | 1       | 1980                                                                                      |
| Steve Biko       | Bakau    | 1       | 2013                                                                                      |
| White Phantoms   | ?        | 1       | 1969.                                                                                     |

## Participações dos Clubes na CAF

### Liga dos Campeões
| Clube            | N° | Anos                                           |
| ---------------- | -- | ---------------------------------------------- |
| Real Banjul      | 8  | 1976, 1979, 1984, 1995, 1999, 2001, 2013, 2015 |
| Wallidan         | 6  | 1978, 1980, 1986, 1998, 2002, 2003             |
| Ports Authority  | 6  | 1983, 1985, 2000, 2007, 2011, 2017             |
| Armed Forces     | 3  | 2004, 2010, 2018                               |
| GAMTEL           | 2  | 2016, 2019                                     |
| Brikama United   | 1  | 2012                                           |
| Starlight Banjul | 1  | 1981                                           |

### Copa da CAF
| Clube       | N° | Anos |
| ----------- | -- | ---- |
| Real Banjul | 1  | 2000 |

## Artilheiros
| Ano     | Artilheiros     | Time                   | Gols |
| 2001/02 | Pa Amadou Gai   |                        |      |
| 2003/04 | Demba Savage    | Gambia Ports Authority | 12   |
| 2005    | Pa Amadou Gai   | Bakau United           | 9    |
| 2012    | Modou Njie-Sarr | Real de Banjul         | 15   |